# Пещаркови
Пещаркови (Furnariidae), наричани също пещари, са семейство птици от разред Врабчоподобни (Passeriformes).
Включва около 65 рода дребни до средноголеми птици с дължина 9 до 35 сантиметра, разпространени в практически всички хабитати в Централна и Южна Америка. Името си дължат на строените от представителите на номинатния род Пещарки (Furnarius) сложни глинени гнезда, наподобяващи зидана фурна.

## Родове
Семейство Furnariidae – Пещаркови
- Подсемейство Sclerurinae
  - Geositta
  - Sclerurus
- Подсемейство Dendrocolaptinae – Дърволази
  - Триб Sittasomini
    - Dendrocincla
    - Deconychura
    - Sittasomus
    - Certhiasomus

  - Триб Dendrocolaptini
    - Glyphorynchus
    - Nasica
    - Dendrexetastes
    - Dendrocolaptes
    - Hylexetastes
    - Xiphocolaptes
    - Dendroplex
    - Xiphorhynchus
    - Lepidocolaptes
    - Drymornis
    - Drymotoxeres
    - Campylorhamphus
- Подсемейство Furnariinae
  - Xenops
  - Berlepschia
  - Триб Pygarrhichini
    - Pygarrhichas
    - Microxenops
    - Ochetorhynchus

  - Триб Furnariini
    - Pseudocolaptes
    - Premnornis
    - Tarphonomus
    - Geocerthia
    - Upucerthia
    - Cinclodes
    - Furnarius – Пещарки
      - Furnarius cristatus
      - Furnarius figulus
      - Furnarius minor – Малка пещарка
      - Furnarius rufus – Ръждива пещарка

    - Lochmias
    - Phleocryptes
    - Limnornis

  - Триб Philydorini
    - Megaxenops
    - Anabazenops
    - Ancistrops
    - Cichlocolaptes
    - Heliobletus
    - Philydor
    - Anabacerthia
    - Syndactyla
    - Clibanornis
    - Thripadectes
    - Automolus

  - Триб Synallaxini
    - Margarornis
    - Premnoplex
    - Aphrastura
    - Hellmayrea
    - Sylviorthorhynchus
    - Leptasthenura
    - Phacellodomus
    - Anumbius
    - Coryphistera
    - Pseudoseisura
    - Pseudasthenes
    - Spartonoica
    - Asthenes
    - Certhiaxis
    - Schoeniophylax
    - Synallaxis
    - Siptornis
    - Metopothrix
    - Xenerpestes
    - Acrobatornis
    - Limnoctites
    - Thripophaga
    - Cranioleuca